# Murilo Sá Toledo
Murilo Sá Toledo é um artista plástico escultor brasileiro nascido na cidade de São Paulo, é autor de obras escultóricas dispostas em praças e parques de diversas cidades brasileiras. Suas obras são criadas em cerâmica e bronze.
O seu ateliê está localizado cidade de Santana de Parnaíba.

## Obras

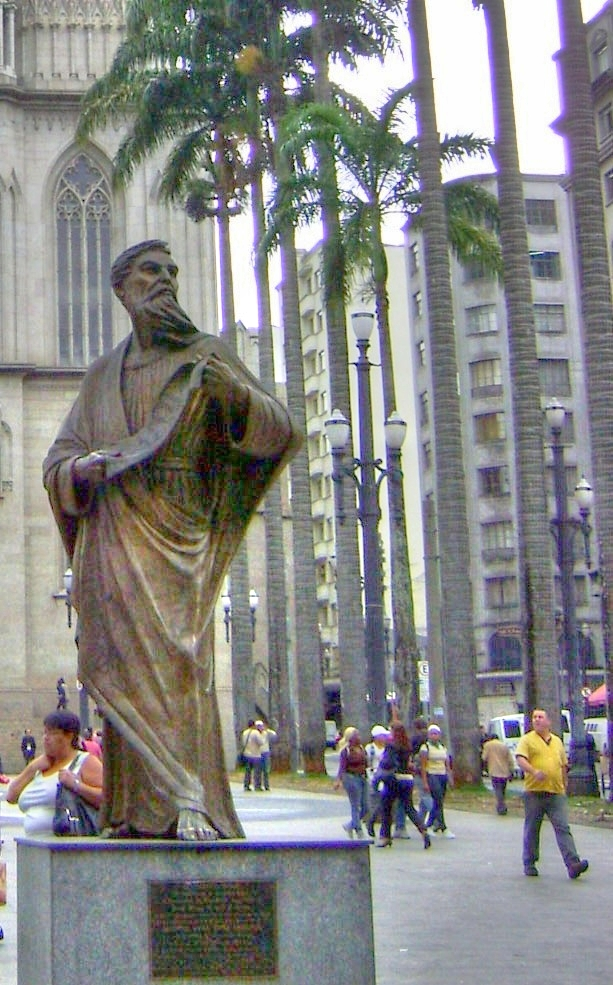
Apóstolo Paulo

- Dragão do Mar - escultura em Fortaleza, Ceará
- Patativa do Assaré - escultura e busto em Fortaleza, espaço Centro de Arte e Cultural Dragão do Mar, Ceará[2]
- Domingos Fernandes [3]
- Monumento aos Romeiros - em Pirapora do Bom Jesus
- Clóvis Scripilliti - busto do empresário, em Recife
- Monumento aos Bandeirantes - 30 esculturas em Santana de Parnaíba[1][4]
- Apóstolo Paulo - na Praça da Sé, em São Paulo
- Daher Cutait - busto do diretor do Hospital Sírio Libanês
- José Ermírio de Moraes - busto do empresário no Teatro Municipal de São Paulo
- Mário Covas - busto do ex-governador na Sede do SEBRAE São Paulo, na cidade de Santos
- Monumento ao Trabalhador do Asseio, Conservação e Limpeza Urbana - escultura em homenagem aos trabalhadores terceirizados de São Paulo, na Praça Marechal Deodoro[5]
- Jefferson Péres - no Parque Jefferson Péres, em Manaus
- Frei Agostinho de Jesus - monumento em homenagem ao autor da imagem de Nossa Senhora Aparecida, em Santana de Parnaíba[1][4]
- São João Batista - monumento na cidade de Barueri
- Juca de Oliveira - escultura para a peça Flor do Meu Bem Querer
- Rachel de Queiroz - escultura na Praça da Cultura, em Quixadá, estado do Ceará
- São Paulo - réplica da escultura do apóstolo feita para o Papa Bento 16, Praça da Sé[1]
- Monumento a Suzana Dias - fundadora de Santana de Parnaíba, Largo da Matriz.[4]
- Albert Einstein, criada para o Centenário do Eclipse, Sobral, Ceará[6]